# Liste der Monuments historiques in Montgiscard
Die Liste der Monuments historiques in Montgiscard führt die Monuments historiques in der französischen Gemeinde Montgiscard auf.

## Liste der Bauwerke
| Bezeichnung     | Beschreibung              | Standort | Kennzeichnung | Schutzstatus | Datum | Bild           |
| --------------- | ------------------------- | -------- | ------------- | ------------ | ----- | -------------- |
| Kirche St-André | Erbaut im 15. Jahrhundert | (Lage)   | PA00094394    | Inscrit      | 1926  | weitere Bilder |